# Diocese de Coatzacoalcos
A Diocese de Coatzacoalcos (em latim: Dioecesis Coatzacoalsensis) é uma diocese da Igreja Católica localizada nos municípios de Coatzacoalcos, no estado de Veracruz, pertencente a Arquidiocese de Xalapa no México. Foi fundada em 14 de março de 1984 pelo Papa João Paulo II. Com uma população católica de 1.064.000 habitantes, sendo 80,8% da população total, possui 27 paróquias com dados de 2021.

## História
Em 14 de março de 1984 o Papa João Paulo II cria a Diocese de Coatzacoalcos através do território da Diocese de San Andrés Tuxtla.

## Lista de bispos
A seguir uma lista de bispos desde a criação da diocese em 1984.
|        | Nome                    | Período      | Notas  |
| Bispos | Bispos                  | Bispos       | Bispos |
| ------ | ----------------------- | ------------ | ------ |
| 2º     | Rutilo Muñoz Zamora     | 2002 - atual |        |
| 1º     | Carlos Talavera Ramírez | 1984 - 2002  |        |